# Nuri Sezer
Nurettin Sezer (* 10. Oktober 1938 in Kandıra; † 14. April 2014 in Berlin) war ein türkischer Schauspieler, Filmproduzent und Drehbuchautor.

## Leben
Nuri Sezer war von 1957 bis 1965 in Istanbul zunächst an der Theaterschule und dann als Theater-Schauspieler tätig. Sezer kam in den 1970er Jahren nach Deutschland und wurde dort in der deutsch-türkischen Theaterszene aktiv. 
1975 spielte er seine erste größere Filmrolle in Otobüs. 1980 begann seine Tätigkeit auch als Produzent und Drehbuchautor. Für sein Erstlingswerk Gül Hasan wurde er 1981 beim Filmfestival in Antalya für das „beste Drehbuch“ ausgezeichnet.
Weiterhin spielte er neben Kemal Sunal 1988 in Polizei. 2008 wirkte Sezer an Evet, ich will! mit. Regelmäßig beteiligt er sich auch am Diyalog TheaterFest.

## Filmografie

### Schauspieler
- 1968: Dışardakiler
- 1975: Ötobüs
- 1980: Gül Hasan
- 1980: Bereketli Topraklar Üzerinde
- 1987:	Aufbrüche
- 1988:	Polizei
- 2008:	Evet, ich will!
- 2008:	Lolipop (Kurzfilm)
- 2009:	Die sechs Tage von Adam und Eva (Kurzfilm)
- 2009:	Manyak Dükkan (TV-Serie)
- 2010:	Para Para

### Stab
- 1980: Gül Hasan (Produzent, Drehbuch)
- 1980: Bereketli Topraklar Üzerinde (Produzent, Drehbuch)
- 1983: Kardeşim Benim (Produzent, Drehbuch)
- 1983:	On bin yıl Anadolu (Dokumentarserie; Produzent)
- 1988:	BTT TV (TV-Sendung; Produzent)
- 2010:	Para Para (Regie, Drehbuch, Produzent)